# Yamaceratops
Yamaceratops é um gênero de dinossauros do final do Cretáceo. Era um primitivo Ceratopsia que viveu no deserto de Gobi, da Mongólia. Inicialmente, os fósseis encontrados foram pensados ser do Início do Cretáceo, mas a idade foi reavaliada em 2009.
A espécie-tipo, Yamaceratops dorngobiensis, foi descrito por P. J. Makovicky e M. A. Norell, em setembro, 2006. Os autores consideram que o animal tinha um intermediário posição filogenética entre Liaoceratops e Archaeoceratops dentro Neoceratopia.
O nome do gênero refere-se a Yama, nome de uma divindade no Budismo tibetano; o nome da espécie faz referência ao Leste de Gobi. O holótipo IGM 100/1315 consiste em um crânio parcial; outro material foi encontrado em 2002 e 2003 e tem sido relacionado com o gênero.